# Abyssosaurus
Abyssosaurus – rodzaj plezjozaura.

## Historia
Skamieniałości nieznanego zwierzęcia znaleziono w 1992 w leżącej nad Wołgą Czuwaszji, w rejonie porieckim, w okolicy wsi Miszukowo, nad rzeką Menyą. Odkrycia dokonał paleontolog V.V. Mitta, który znalazł 20 kręgów szyjnych. Przekazał je do muzeum w Moskwie. W 1998 Chuvash Natural Historical Society “Terra incognita” zorganizowało kolejną wyprawę, podczas której znaleziono dodatkowe pozostałości. Swoje odkrycie Mitta wspomniał w 2000 w tekście opublikowanym wraz ze Starodubcewą, nie dokonał jednak formalnego opisu nowego taksonu.
Znalezione przez Mittę skamieniałości należały widocznie do plezjozaura. Wcześniej na terenie Federacji Rosyjskiej znaleziono przedstawicieli trzech pewnych gatunków tych morskich stworzeń.

## Budowa
Nowe znalezisko okazało się dużym plezjozaurem, długości około 7 m, z czego połowa przypadała na szyję. Kręgosłup obejmował:
- minimum 44, a raczej 51 kręgów szyjnych o jajowatych, trapezoidalnych trzonach, szersze niż dłuższe, o wysokości równej długości, o niewielkich łukach i kanale kręgowym, o wklęsłych powierzchniach stawowych, z towarzyszącymi im krótkimi, spłaszczono grzbietowo-brzusznie żebrami szyjnymi o zaokrąglonych końcach,
- 3 piersiowe,
- 21 grzbietowych, coraz mniejszych w kierunku ogonowym, o wysokich łukach i szerokim kanale, gastralia w środkowej swej części były szerokie,
- 3 kręgi krzyżowe,
- minimum 5, a raczej około 20 kręgów ogonowych[1].

Kość międzyobojczykowa łączyła się z obojczykami. Łopatki o poszerzonych ku przodowi ramionach grzbietowych leżały szeroko po bokach, nie łącząc się ze sobą pośrodkowo. Towarzyszyły im szerokie kości krucze, prawdopodobnie bez wcięcia na brzegu przyśrodkowym. Kończyny przednie były znacznie większe od tylnych. Miednica szerokością przewyższała swą długość.

## Systematyka
Berezin nazwał nowy rodzaj Abyssosaurus. Relacjonował, że nazwę tę utworzył od greckiego słowa abyssos oznaczającego bezdenny oraz łacińskiego saurus oznaczającego jaszczura. Wbrew jego słowom człon saurus, występujący w nazwach wielu innych rodzajów kopalnych, zwłaszcza dinozaurów, również pochodzi z greki, jak podają autorzy licznych innych wykorzystujących go nazw rodzajowych. W obrębie tego rodzaju umieścił pojedynczy gatunek Abyssosaurus nataliae. Epitet gatunkowy upamiętnia Natalię Berezinę, jak napisał autor: pracownika naukowego, moją współpracowniczkę i żonę. Holotyp skatalogowano jako MChEIO (Museum of Chuvash Natural Historical Society), no. PM/1. Miejsce typowe opisano jako Rosja, Czuwaszja, rzeka Menya, lewy dopływ rzeki Sury, 55°02′43.6″ N, 46°09′46.2″ E; kreda dolna, górny hoteryw, warstwa Speetoniceras versicolor.

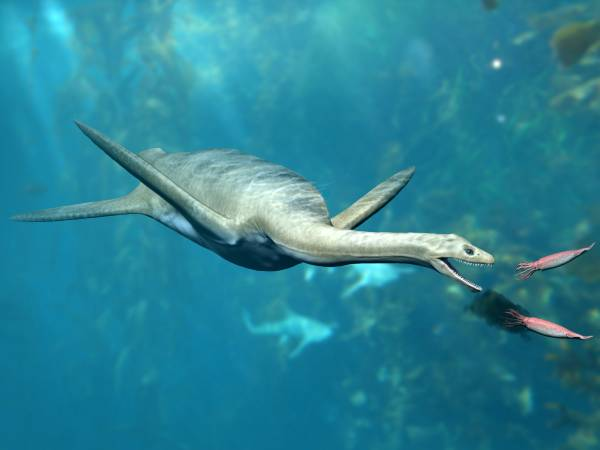
Berezin zaliczył nowo opisany rodzaj do rodziny Aristonectidae, obejmującą również nowozelandzką Kaiwhekea

Dalsza klasyfikacja nowego znaleziska okazała się problematyczna. Pierwsze badania kręgów szyjnych wskazywały na ich przynależność do rodziny Cimoliasauridae, z rodzajem typowym Cimoliasaurus z Ameryki Północnej, wprowadzonej w 1959 przez Delaira. W 2000 Berezin wystąpił na konferencji, prezentując pracę zatytułowaną A New Cimoliasauridae Plesiosaur from the Early Cretaceous (Hauterivian) of Chuvashia of the Central Russian Platform ("Nowy plezjozaur z Cimoliasauridae z wczesnokredowej (hoteryw) Czuwaszji z Platformy Środkowrosyjskiej"). W pracy kreującej rodzaj ten sam autor zmienił zdanie. Zauważył bowiem nieco wcześniejsze prace badaczy podważających zasadność wyróżniania takiej rodziny, w szczególności publikację autorstwa O’Keefe i Street z 2009 poświęconą Tatenectes, w której autorzy zrezygnowali z wyróżniania Cimoliasauridae, rozdzielając ich wcześniejszych przedstawicieli do rodzin Elasmosauridae i Aristonectidae w Cryptocleidoidea. Co więcej, istnieją też głosy nawołujące do uznania Aristonectes za przedstawiciela elasmozaurów, a dodatkowych problemów dostarcza położenie rodziny Polycotylidae. W tej sytuacji Berezin zdecydował się umieścić opisywany przez siebie rodzaj w rodzinie Aristonectidae. Publikację swoją zatytułował podobnie jak wystąpienie, zmienił jednak nazwę rodziny w tytule, co dało A new plesiosaur of the family Aristonectidae from the Early Cretaceous of the center of the Russian platform ("Nowy plezjozaur z rodziny Aristonectidae z wczesnej kredy ze środka Platformy Rosyjskiej"). Rodzina ta obejmowała w ujęciu Berezina takie rodzaje, jak Aristonectes, Kaiwhekea, Cimoliasaurus i Scanisaurus.
Autor zaproponował dla kreowanego przez się rodzaju następujący kladogram:
|  | \| \| Abyssosaurus \| \| \| \| \| \| Cimoliasaurus \| \| \| \| |
|  |                                                                |
|  | Aristonectes, Kaiwhekea                                        |
|  |                                                                |
|  | Abyssosaurus                                                   |
|  |                                                                |
|  | Cimoliasaurus                                                  |
|  |                                                                |

|  | Abyssosaurus  |
|  |               |
|  | Cimoliasaurus |
|  |               |

|  | \| \| Abyssosaurus \| \| \| \| \| \| Cimoliasaurus \| \| \| \| |
|  |                                                                |
|  | Aristonectes, Kaiwhekea                                        |
|  |                                                                |
|  | Abyssosaurus                                                   |
|  |                                                                |
|  | Cimoliasaurus                                                  |
|  |                                                                |

|  | Abyssosaurus  |
|  |               |
|  | Cimoliasaurus |
|  |               |

Kolejni autorzy podważyli ten pogląd. Kreatorzy portugalskiego rodzaju Plesiopharos w przeprowadzonej dużej analizie filogenetycznej w ogóle nie wyróżnili rodziny Aristonectidae, umieszczając Abyssosaurus w obrębie Cryptoclididae. Jego taksonem siostrzanym okazał się Colymbosaurus.